# Almolonga (Guatemala)
Almolonga (del náhuatl, significa «lugar donde brota el agua») es un municipio localizado en un fértil valle del Departamento de Quetzaltenango, localizado a 6 km de la ciudad de Quetzaltenango y a 204 km de la Ciudad de Guatemala en la República de Guatemala.
Originalmente se le conocía con el nombre indígena de Sakpoliah, y formaba parte del territorio de Otzoyá. El Municipio es cruzado por el río Chinamá o El Cañal.  
En 1821, después de la Independencia de Centroamérica, el Estado de Guatemala dividió su territorio en once distritos para la impartición de justicia por medio del entonces novedoso método de juicios de jurados y Almolonga fue incluido en el circuito de Quetzaltenango, en el distrito N.º 10, también llamado Quetzaltenango.
Conocido por el cultivo industrializado de hortalizas que abastecen el mercado guatemalteco, y que tienen gran demanda en El Salvador.  Almolonga produce flores finas y ganado lanar además de las verduras, su principal producto. El 71 % de su producción es agrícola, y se estima que la producción de verduras supera los Q 150 000 000 anuales. El resto de su economía se inscribe en el comercio y la construcción.[cita requerida]
Su población total de acuerdo al censo de 2018 es de 16,042 personas, siendo el 99 % indígenas de la etnia k’iche’.

## Toponimia
Muchos de los nombres de los municipios y poblados de Guatemala constan de dos partes: el nombre del santo católico que se venera el día en que fueron fundados y una descripción con raíz náhuatl; esto se debe a que las tropas que invadieron la región en la década de 1520 al mando de Pedro de Alvarado estaban compuestas por soldados españoles y por indígenas tlaxcaltecas y cholultecas.  En algunos casos, los poblados solamente conservan el nombre en náhuatl, como en el caso de Almolonga, cuyo nombre significa «lugar donde brota el agua», aduciendo a las fuentes termales con que cuenta la localidad.[cita requerida]

## Gobierno municipal
Los municipios se encuentran regulados en diversas leyes de la República, que establecen su forma de organización, lo relativo a la conformación de sus órganos administrativos y los tributos destinados para los mismos.  Aunque se trata de entidades autónomas, se encuentran sujetos a la legislación nacional y las principales leyes que los rigen desde 1985 son:
| N.º | Ley                                                | Descripción |
| --- | -------------------------------------------------- | --- |
| 1   | Constitución Política de la República de Guatemala | Tiene una regulación legal específica para los municipios en los artículos 253 al 262. |
| 2   | Ley Electoral y de Partidos Políticos              | Ley de carácter constitucional aplicable a los municipios en el tema de la conformación de sus autoridades electas. |
| 3   | Código Municipal                                   | Decreto 12-2002 del Congreso de la República de Guatemala. Tiene la categoría de ley ordinaria y contiene preceptos generales aplicables a todos los municipios, e inclusive contiene legislación referente a la creación de los municipios.             |
| 4   | Ley de Servicio Municipal                          | Decreto 1-87 del Congreso de la República de Guatemala. Regula las relaciones entra la municipalidad y los servidores públicos en materia laboral. Tiene su base constitucional en el artículo 262 de la constitución que ordena la emisión de la misma. |
| 5   | Ley General de Descentralización                   | Decreto 14-2002 del Congreso de la República de Guatemala. Regula el deber constitucional del Estado, y por ende del municipio, de promover y aplicar la descentralización y desconcentración económica y administrativa.                                |

El gobierno de los municipios está a cargo de un Concejo Municipal mientras que el código municipal —ley ordinaria que contiene disposiciones que se aplican a todos los municipios— establece que «el concejo municipal es el órgano colegiado superior de deliberación y de decisión de los asuntos municipales […] y tiene su sede en la circunscripción de la cabecera municipal»; el artículo 33 del mencionado código establece que «[le] corresponde con exclusividad al concejo municipal el ejercicio del gobierno del municipio».
El concejo municipal se integra con el alcalde, los síndicos y concejales, electos directamente por sufragio universal y secreto para un período de cuatro años, pudiendo ser reelectos.
Existen también las Alcaldías Auxiliares, los Comités Comunitarios de Desarrollo (COCODE), el Comité Municipal del Desarrollo (COMUDE), las asociaciones culturales y las comisiones de trabajo. Los alcaldes auxiliares son elegidos por las comunidades de acuerdo a sus principios y tradiciones, y se reúnen con el alcalde municipal el primer domingo de cada mes, mientras que los Comités Comunitarios de Desarrollo y el Comité Municipal de Desarrollo organizan y facilitan la participación de las comunidades priorizando necesidades y problemas.
Los alcaldes que ha habido en el municipio son:
- Actual 2024- 2028

Pedro Armando Siquina Siquina
Unidos por el Cambio 

## Historia

### Tras la Independencia de Centroamérica
En 1825, el Estado de Guatemala dividió su territorio en once distritos para la impartición de justicia por medio del entonces novedoso método de juicios de jurados.  Almolonga es mencionado en la constitución del 11 de octubre de 1825 como parte del circuito de Quetzaltenango, en el distrito N.º 10, también llamado Quetzaltenango.  Junto a Almolonga pertenecían a ese circuito la propia Quetzaltenango, San Mateo, Santa María de Jesús, Olintepeque, Cantel y Zunil.

## Economía y producción
La calidad de vida de los habitantes de Almolonga se clasifica como muy alta (en lo financiero, cabe destacar), pero este dato contrasta con el nivel de pobreza que aún subsiste, la falta de oportunidades educativas, el crecimiento urbano desordenado, desigualdades entre hombres y mujeres y condiciones insalubres del municipio. A su vez, refleja marcada diferencia con el resto del departamento de Quetzaltenango. Almolonga posee un porcentaje de pobreza extrema  menor (4.3  %) por lo que la meta en el municipio ha sido superada, pero el 41.6  % en pobreza (ingresos entre 1 a 2 dólares diarios) es vulnerable a caer en pobreza extrema.
Su producción agropecuaria incluye cebolla, repollo, zanahoria, nabo, remolacha, rábano y lechuga. Se cultivan flores variadas. Su producción artesanal incluye tejidos de algodón cestería, cerería, cuero y cohetería.